# 2904 Millman
2904 Millman (1981 YB) là một tiểu hành tinh vành đai chính được phát hiện ngày 20 tháng 12 năm 1981 bởi Ted Bowell ở Flagstaff (AM).